# مکلفلین (داکوتای جنوبی)
مکلفلین(به انگلیسی: McLaughlin) شهری در ایالت داکوتای جنوبی کشور ایالات متحده آمریکا است که جمعیت آن در سرشماری سال ۲۰۱۰ میلادی، ۶۶۳ نفر بوده‌است.